# Anomis aricina
Anomis aricina är en fjärilsart som beskrevs av Druce 1889. Anomis aricina ingår i släktet Anomis och familjen nattflyn. Inga underarter finns listade i Catalogue of Life.